# Gewoon trapmos
Gewoon trapmos (Lophozia ventricosa) is een soort levermos uit de trapmosfamilie (Lophoziaceae). De groene broedkorrels en de regelmatige tweetoppige bladen maken de soort eenvoudig herkenbaar.

## Determinatie

### Uiterlijke kenmerken
Gewoon trapmos groeit op licht- tot donkergroene, matten van ongeveer 1 tot 2 centimeter lang en 1–2 millimeter breed. De uitgestrekte tot min of meer rechtopstaande, bruine en dichtbladige stengels zijn aan de onderzijde bedekt met talrijke rhizoïden. De ondervoorbijte flankbladeren zijn eivormig tot rechthoekig en aan de voorzijde verdeeld in twee puntige lobben. Aan de uiteinden van de bladlobben bevinden zich meestal geelgroene stapels met een- tot tweecellige, hoekige broedlichamen van ongeveer 20 µm groot. Onderbladen ontbreken. 
De mos is tweehuizig. Het bloemdek is langwerpig eivormig tot cilindrisch, aan de bovenkant plotseling samengetrokken met enkele korte plooien en gekarteld aan de monding. Perianthia en sporogons worden zelden gevormd.

### Microscopische kenmerken
De bladcellen van de flankbladeren zijn rond, vierkant tot zeshoekig, dunwandig en ongeveer 20–30 µm groot in het midden van het blad. De celhoeken zijn matig verdikt. Er zijn 13–20 olielichamen per bladcel.

## Ecologie
Gewoon trapmos is in diverse milieus in bos en heide aan te treffen maar vindt een ecologisch optimum op noordhellingen in de heide. Het mos is kalkmijdend, houdt van vocht en schaduw en groeit op rotsen, open mor, op humusarme minerale grond op aardedrains en op verrot hout.

## Verspreiding
Het verspreidingsgebied van gewoon trapmos is circumboreaal en komt voor in Europa, Azië en Noord-Amerika. In Midden-Europa is het de meest voorkomende soort van het geslacht. Het is algemeen in de bergen en zeldzaam in de vlakten. In de Alpen komt het voor tot aan de boomgrens.
In Nederland komt gewoon trapmos vrij zeldzaam voor. Het staat op de rode lijst in de categorie 'kwetsbaar'. In de duinen is de soort zeldzaam. Er zijn enkele vondsten in het laagveendistrict. Gewoon trapmos is de meest algemene Lophozia in Nederland. Evenals de meeste andere soorten van dit geslacht lijkt ook gewoon trapmos echter achteruit gegaan te zijn en is de soort thans vrij zeldzaam. De oorzaken zijn waarschijnlijk vooral gelegen in vergrassing van heide en bossen, en indirect dus stikstofdepositie.

## Fotogalerij

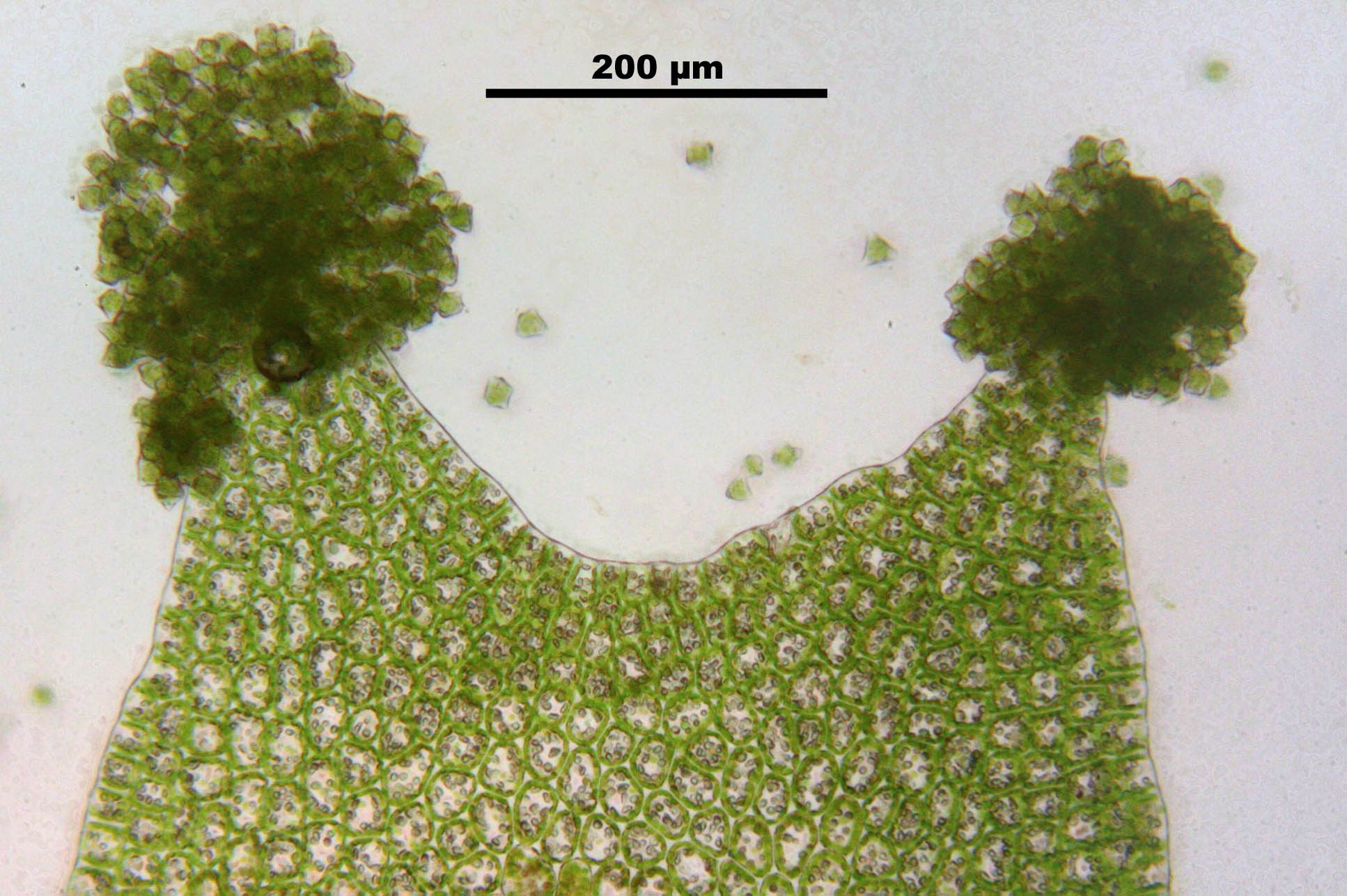
Flankblad met broedlichamen
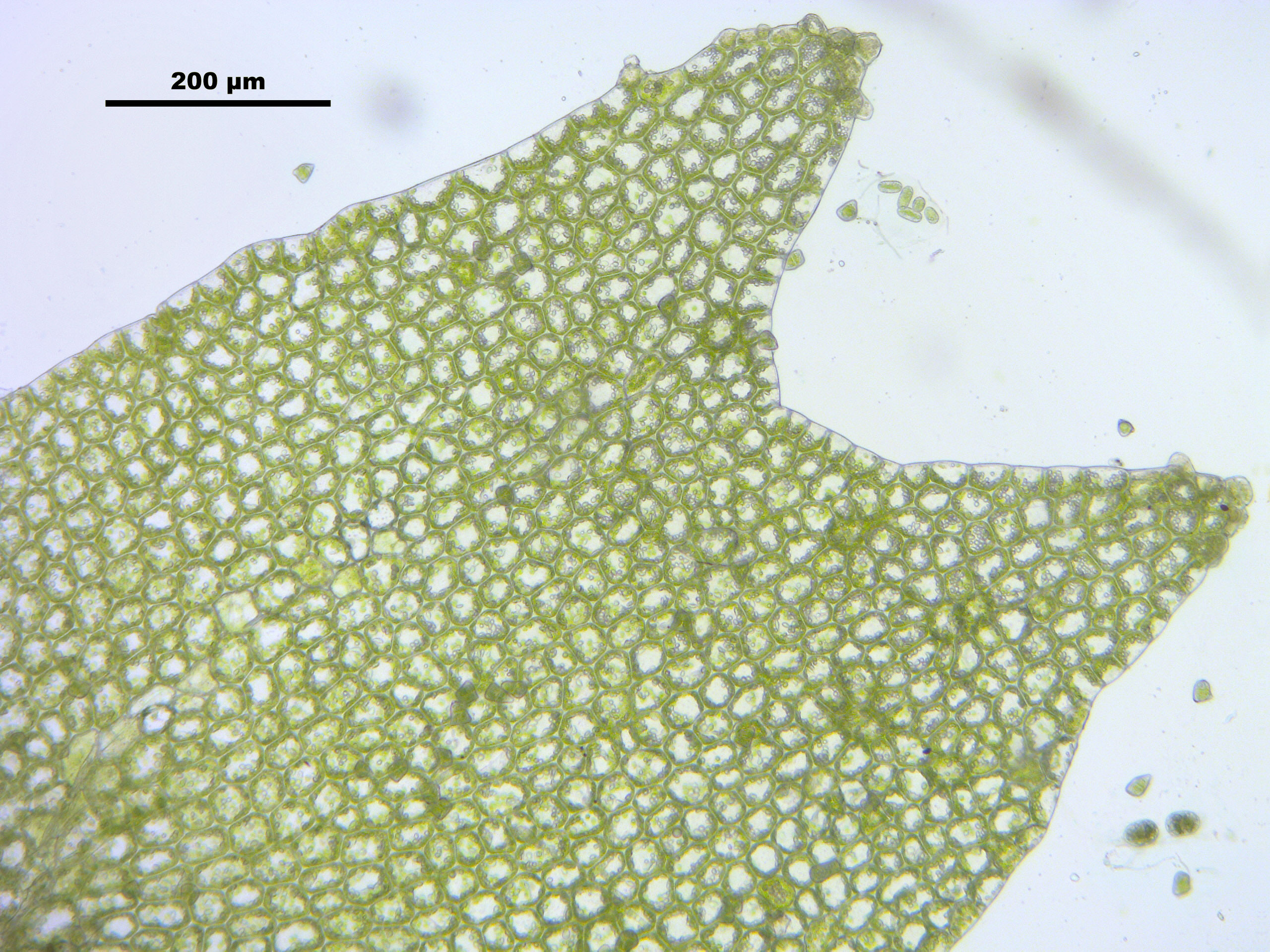
Flankblad
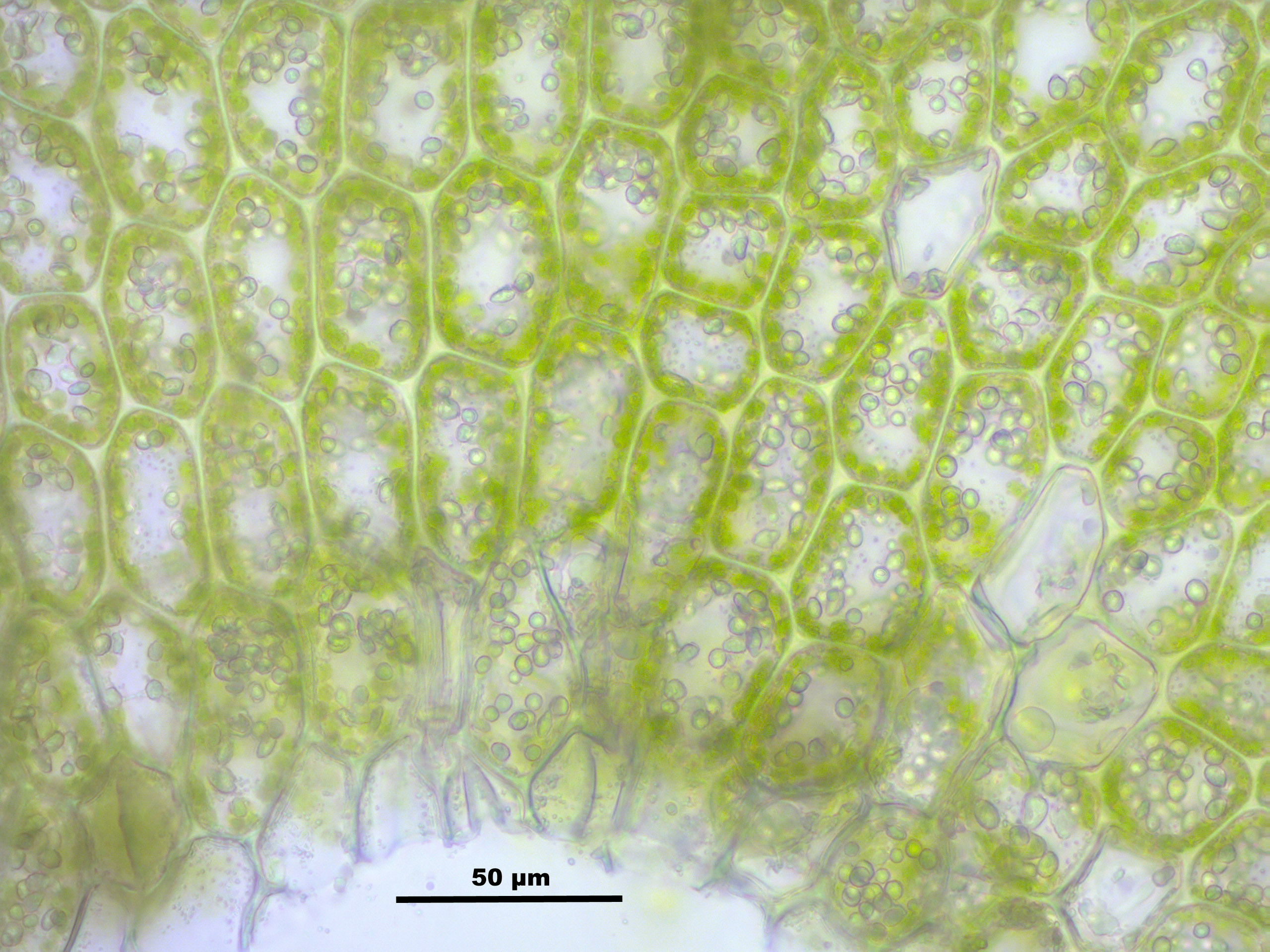
Bladcellen flank
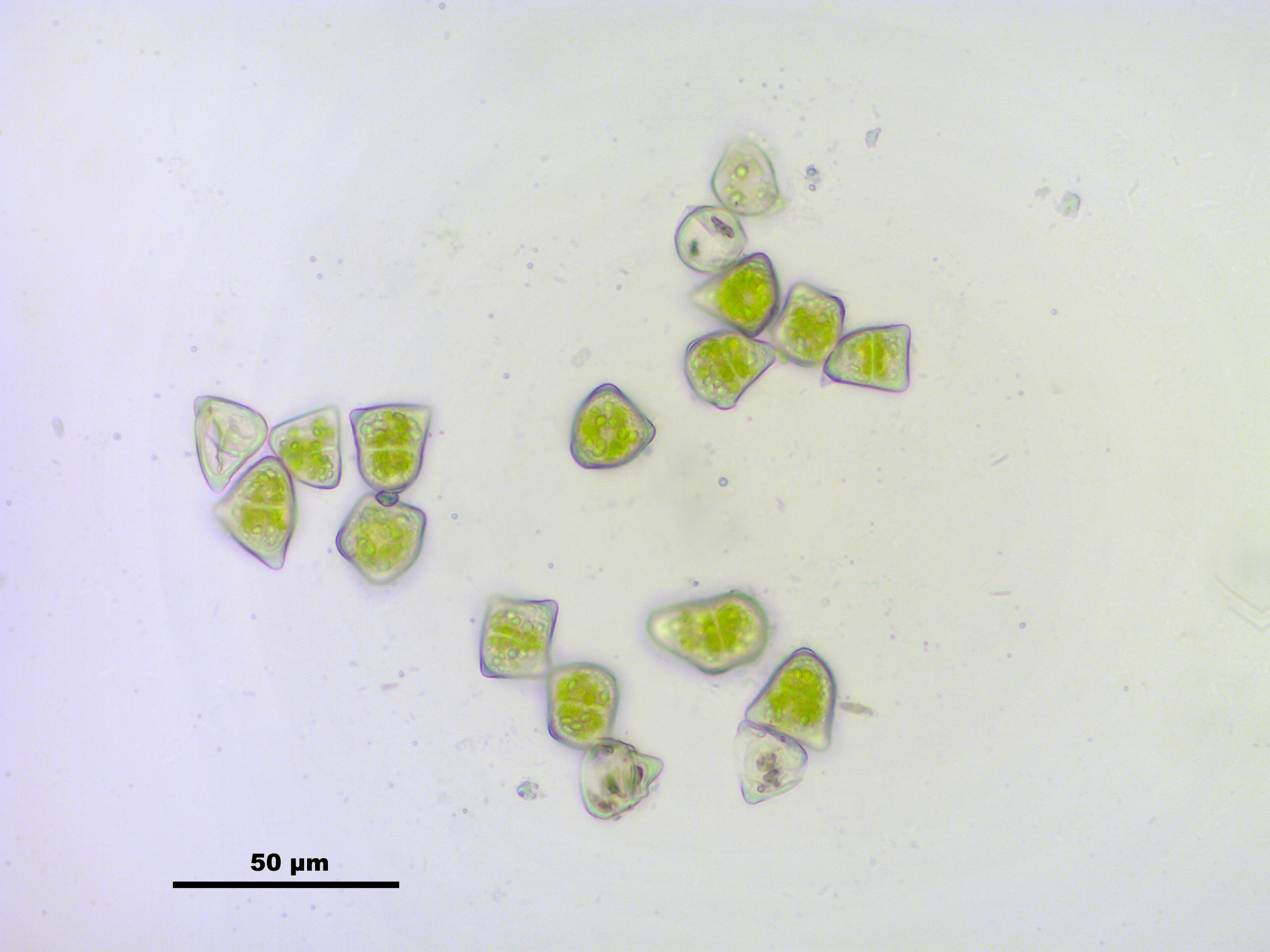
Broedlichamen
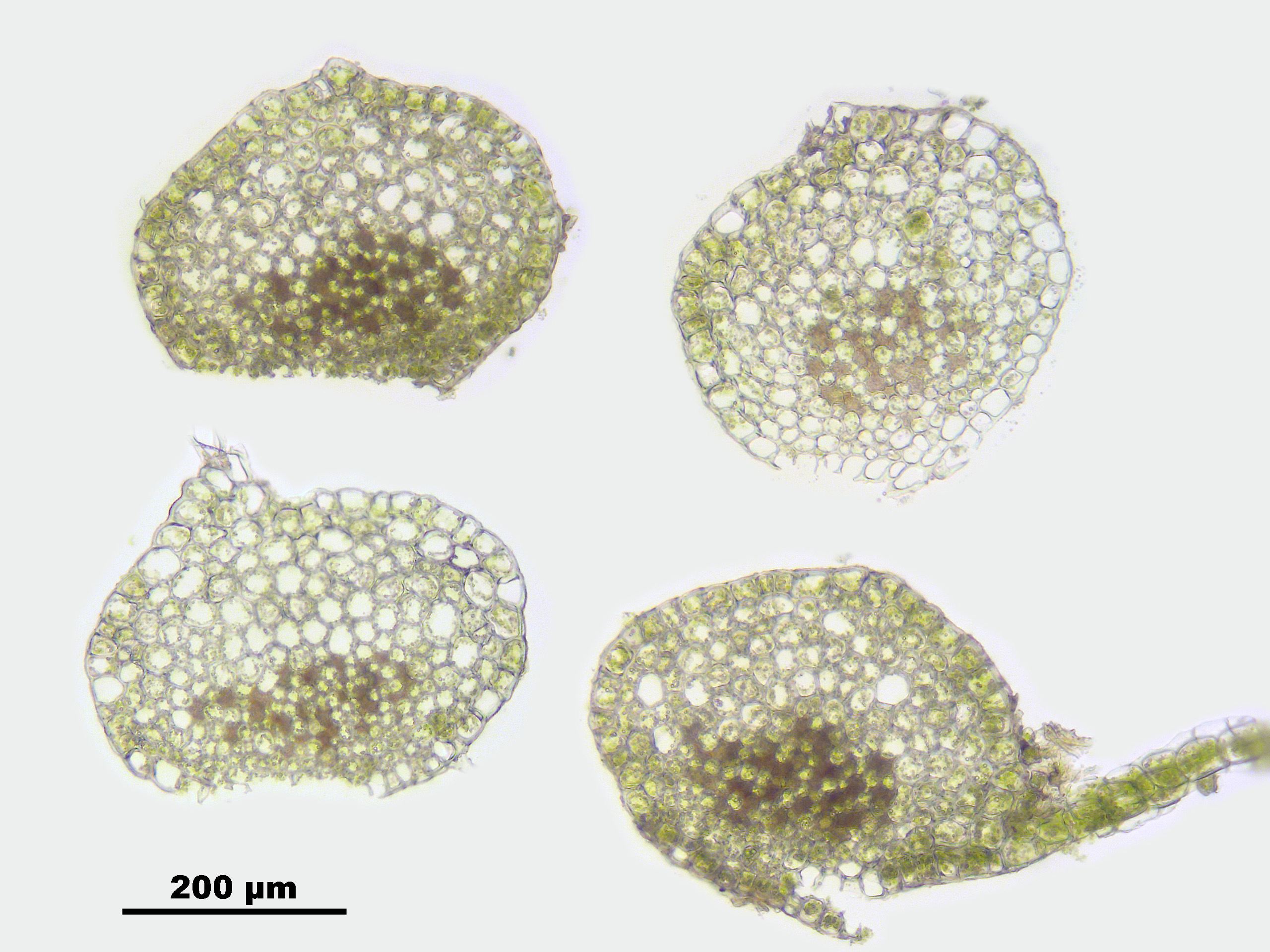
Stengeldoorsnede